# Ancora una canzone
Ancora una canzone è un singolo del gruppo musicale italiano Pooh, pubblicato il 10 giugno 2016 come primo estratto dall'album live Pooh 50 - L'ultima notte insieme. Nello stesso giorno è stato pubblicato il videoclip del brano.